# Peter Vidmar
Peter Vidmar (* 3. Juni 1961 in Los Angeles, Kalifornien) ist ein ehemaliger US-amerikanischer Kunstturner und zweifacher Olympiasieger.
Vidmar studierte an der University of California, Los Angeles und gewann drei NCAA-Titel. Bei den Olympischen Sommerspielen 1984 in Los Angeles gewann er Silber im Einzelmehrkampf und zusammen mit Li Ning Gold am Seitpferd. Beide Athleten erhielten die Benotung 19,950. Mit der US-amerikanischen Riege holte er im Mannschaftsmehrkampf ebenfalls die Goldmedaille. Am Reck und an den Ringen erreichte er jeweils Platz 4.
1998 wurde Vidmar in die International Gymnastics Hall of Fame aufgenommen. Er ist der Ausrichter des Peter-Vidmar-Invitational-Turniers an der Brentwood School in Los Angeles. Vidmar war Turnmoderator für CBS und ESPN. Derzeit arbeitet er als Motivationsredner. Er ist Mitglied der Kirche Jesu Christi der Heiligen der Letzten Tage.